# 索科利夫希納 (亞戈京區)
50°16′52″N 31°42′45″E / 50.28111°N 31.71250°E
索科利夫什奇納（烏克蘭語：Соколівщина）是位於烏克蘭北部的村莊，由基辅州鲍里斯皮尔区的亞霍滕市鎮負責管轄。該村始建於1663年，面積0.03平方公里，海拔高度121米，2001年人口21，人口密度每平方公里700人。